# Kerr Smith
Kerr Van Cleve Smith (Exton, 9 de março de 1972) é um ator estadunidense. 

## Biografia
Sua primeira experiência como ator foi nos palcos, onde interpretou Sir Edward Ramsey na peça "O Rei e Eu", durante o último ano do colégio. Quando se formou, seguindo o conselho do pai, começou a cursar Administração de Empresas na Universidade de Vermont. Trabalhou durante um tempo na empresa de marketing que abriu juntamente com seu pai, mas logo percebeu que tinha vocações para atuar. Seu primeiro papel profissional foi no filme "Os 12 Macacos".
Fez comerciais para a TV e mudou-se para Nova York. Ganhou o prêmio de Melhor Ator Revelação em 1996, concedido pela Soap Opera Magazine no papel de Ryder Hughes na novela As The World Turns. Em 1998 recebeu o convite para participar do drama adolescente Dawson's Creek, onde atuaria como o homossexual Jack McPhee. Kerr também dirigiu um episódio da série Dawson's Creek. Com a grande popularidade que alcançou através da série, novas oportunidades surgiram para Kerr, como uma participação no seriado Charmed, onde interpretou Kyle Brody.

## Vida pessoal
Atualmente mora em Los Angeles. Casou-se com a atriz Harmoni Everett em 7 de junho de 2003, entrando com pedido de divórcio em 20 de março de 2009.

## Filmografia
| Filmes | Filmes                                    | Filmes             | Filmes               |
| Ano    | Título                                    | Papel              | Notas                |
| ------ | ----------------------------------------- | ------------------ | -------------------- |
| 1999   | Hit and Runway                            | Joey Worciuekowski |                      |
| 1999   | Lucid Days in Hell                        | Kelly              |                      |
| 2000   | The Broken Hearts Club: A Romantic Comedy | Catcher            |                      |
| 2000   | Final Destination                         | Carter Horton      |                      |
| 2001   | The Forsaken                              | Sean               |                      |
| 2002   | Pressure                                  | Steve Hillman      |                      |
| 2003   | Critical Assembly                         | Bobby Damon        | Telefilme            |
| 2004   | Silver Lake                               | Dennis Patterson   | Telefilme            |
| 2004   | Cruel Intentions 3                        | Jason Argyle       | Diretamente em vídeo |
| 2004   | Road Kill                                 | Jason              | Curta-metragem       |
| 2009   | My Bloody Valentine 3-D                   | Axel Palmer        |                      |
| 2010   | Final Destination 5                       | Carter Horton      | Aparição             |
| 2013   | An American Girl: Saige Paints the Sky    | David Copeland     | Telefilme            |
| 2013   | Criticized                                | William Reynolds   |                      |

| Televisão | Televisão                      | Televisão                    | Televisão                         |
| Ano       | Título                         | Papel                        | Notas                             |
| --------- | ------------------------------ | ---------------------------- | --------------------------------- |
| 1996      | As the World Turns             | Teddy Ellison 'Ryder' Hughes | 24 episódios (1996-1997)          |
| 1998      | Baywatch                       | Sean                         | Episódio: "The Natural"           |
| 1998      | Dawson's Creek                 | Jack McPhee                  | 113 episódios (1998-2003)         |
| 2000      | CSI: Crime Scene Investigation | A Collins Boy                | Episódio: "Blood Drops"           |
| 2002      | The Outer Limits               | Zach Burnham                 | Episódio: "The Tipping Point"     |
| 2003      | Miss Match                     | Santa Claus                  | Episódio: "Santa, Baby"           |
| 2004      | Charmed                        | Kyle Brody                   | 10 episódios (2004-2005)          |
| 2005      | CSI: Miami                     | Matthew Wilton               | Episódio: "Game Over"             |
| 2005      | The Closer                     | Blake Rawlings               | Episódio: "Batter Up"             |
| 2005      | E-Ring                         | Capt. Bobby Wilkerson        | 16 episódios (2005-2006)          |
| 2006      | Justice                        | Tom Nicholson                | 13 episódios (2006-2007)          |
| 2007      | CSI: NY                        | Andrew 'Drew' Bedford        | 4 episódios                       |
| 2008      | Eli Stone                      | Paul Rollins                 | 5 episódios (2008-2009)           |
| 2009      | The Forgotten                  | Patrick Dent                 | Episódio: "Diamond Jane"          |
| 2010      | Life Unexpected                | Ryan Thomas                  | 26 episódios (2010-2011)          |
| 2011      | NCIS                           | Jonas Cobb                   | Episódios: "Swan Song", "Pyramid" |
| 2014      | The Fosters                    |                              |                                   |
| 2014      | Criminal Minds                 |                              | Episódio: “X”                     |